# Kjetil Strand
Kjetil Øvrelid Strand (* 2. Oktober 1979 in Stavanger, Norwegen) ist ein ehemaliger norwegischer Handballspieler. Mit 19 Toren hält der Rückraumspieler den Rekord für die meisten Treffer in einem Länderspiel sowohl für die norwegische Männer-Handballnationalmannschaft als auch für Europameisterschaften.

## Karriere
Kjetil Strand erhielt seinen ersten Profivertrag bei Stavanger Håndball. Dort schaffte er in der Saison 2002/03 seinen Durchbruch: Er wurde mit 281 Toren in 25 Spielen Torschützenkönig (norwegischer Rekord) und zu Norwegens „Handballer des Jahres“ gewählt. Im Sommer 2003 bemühte sich bereits der TBV Lemgo um Strand, was aber an den zu hohen Ablöseforderungen Stavangers scheiterte. Erst nach dem Insolvenzantrag seines Clubs im Winter wechselte Kjetil Strand im Dezember in die deutsche Handball-Bundesliga; allerdings nicht nach Lemgo, sondern zur SG Flensburg-Handewitt, wo bereits seine Landsleute Johnny Jensen und Christian Berge spielten. Doch gerade an seinem Vorbild Berge kam Strand nicht vorbei, sodass er trotz des Gewinns der deutschen Meisterschaft nach nur sechs Monaten enttäuscht nach Dänemark zu Bjerringbro-Silkeborg zog. Dort blieb er weitestgehend erfolglos, sodass er 2006 zum Ligakonkurrenten AaB Håndbold ging. 2007 nun entschied er sich, nach Deutschland zurückzukehren und beim Aufsteiger Füchse Berlin anzuheuern. Anfang 2010 wurde bekannt, dass Kjetil seinen Vertrag bei den Füchsen nicht verlängern wird. Anschließend schloss er sich Stavanger Håndball an, wo er 2013 seine Karriere beendete.
Kjetil Strand hat 102 Länderspiele für die norwegische Männer-Handballnationalmannschaft bestritten, wobei der 7. Platz bei der Handball-Weltmeisterschaft der Männer 2005 in Tunesien seinen größten internationalen Erfolg darstellt. Mit Norwegen nahm er auch an der Handball-Weltmeisterschaft der Männer 2007 in Deutschland teil, wo er in der Partie gegen Angola sogar zum Mann des Spiels gewählt wurde; am Ende aber belegte er mit Norwegen nur einen enttäuschenden 13. Platz. Bei der Handball-Europameisterschaft 2006 stellte er einen weiteren norwegischen Rekord auf, als er im Hauptgruppenspiel gegen Island 19 Tore warf.